# Hoét đuôi cụt mày trắng
Hoét đuôi cụt mày trắng (tên khoa học: Brachypteryx leucophrys) là một loài chim trong họ Muscicapidae.